# Бимбаев, Георгий Мархаевич
Гео́ргий Марха́евич Бимба́ев (9 февраля 1941, Барун-Хасурта, Бурят-Монгольская АССР — 22 июля 2013, Хоринский район, Бурятия) — чабан, заслуженный наставник молодёжи РСФСР, полный кавалер Ордена Трудовой Славы. Почётный гражданин Республики Бурятия (2003). Почётный гражданин Хоринского района (2013).

## Биография
Родился в селе Барун-Хасурта Хоринского района. С раннего детства помогал родителям в ведении хозяйства, затем устроился чабаном маточной отары в совхозе «Удинский» Хоринского района.
Своим упорным и тщательным трудом он добивался высоких результатов, ежегодно в его отаре рождалось более 110—120 ягнят. Стал одним из известных чабанов Бурятской АССР.
За заслуги в сельском хозяйстве был награждён многими наградами, среди них — три ордена Трудовой Славы. Проявил себя также как наставник молодого поколения работников сельского хозяйства, ему было присвоено звание «заслуженный наставник молодёжи РСФСР».
Был делегатом XXVII съезда КПСС.
Скончался 22 июля 2013 года на 73-м году жизни.

## Награды и звания
- Орден Трудовой Славы I, II и III степеней[1]
- Заслуженный наставник молодёжи РСФСР
- Почётный гражданин Республики Бурятия (24.06.2003)
- Почётный гражданин Хоринского района (11.06.2013)
- Две медали ВДНХ